# American Beauty (álbum)
American Beauty  é um álbum do Grateful Dead, lançado em 1970. Este álbum está na lista dos 200 álbuns definitivos no Rock and Roll Hall of Fame